# Den Nationale Scene

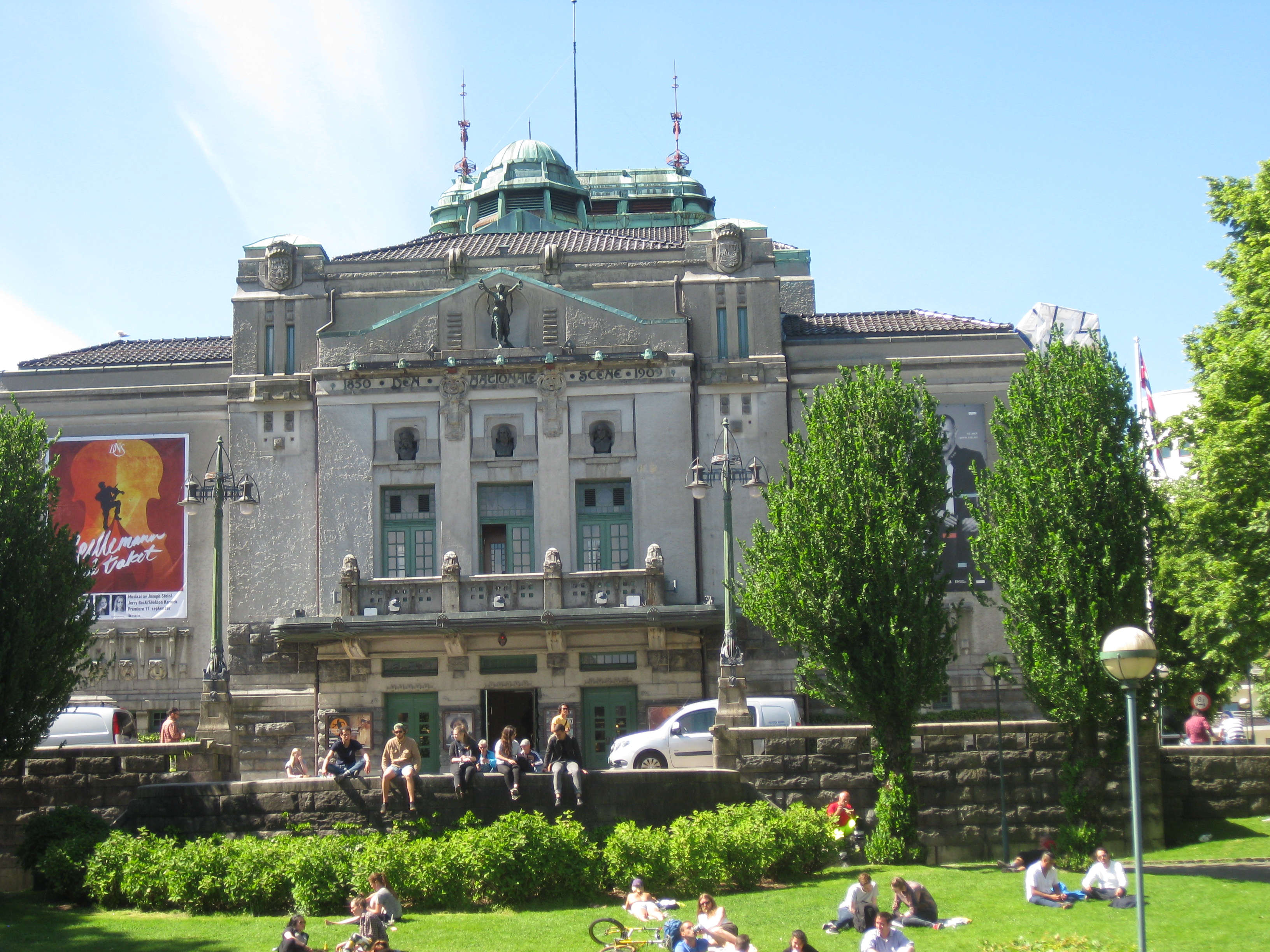
Den Nationale Scene – Nationaltheater Bergen

Den Nationale Scene (Übersetzung: Die nationale Bühne) ist das älteste norwegische Theater mit festem Standort in Bergen. Vor dem Gebäude befinden sich Statuen der Dramatiker Bjørnstjerne Bjørnson, Henrik Ibsen und Nordahl Grieg.
Die Gründung der Bühne geht auf das seit 1850 vom Komponisten und Violinisten Ole Bull betriebene Norwegische Theater (Det Norske Theater) zurück, das 1863 nach intensiver Nutzung wegen ökonomischer Probleme schließen musste. Während dieser Zeit hatte Bull den damals noch kaum bekannten Henrik Ibsen für knapp sechs Jahre (1851–1857) als Bühnenbildner, Regisseur und Hausautor verpflichtet. An seine Stelle trat Bjørnstjerne Bjørnson, der zwischen 1857 und 1859 als künstlerischer Leiter des Theaters fungierte.
Im Jahr 1876 wurde die Stiftung Den Nationale Scene gegründet und der Spielbetrieb im alten Gebäude wieder aufgenommen. Ein eigens eingesetztes Komitee beschloss 1895, ein neues Theaterhaus zu errichten, doch erst am 25. Juni 1906 erfolgte die Grundsteinlegung durch König Håkon VII. Das vom Architekten Einar Oscar Schou im Jugendstil entworfene Gebäude wurde am 19. Februar 1909 mit einer Vorstellung der Komödie Erasmus Montanus von Ludvig Holberg feierlich eröffnet.
Durch Granateneinschlag wurde das Haus 1940 erheblich beschädigt, doch nach verschiedenen Renovierungsarbeiten wird es bis heute genutzt. Es steht seit 1993 unter Denkmalschutz.
Ebenfalls 1993 ist der Bühne der Status eines nationalen Theaters zuerkannt worden. Es finanziert sich überwiegend über öffentliche Mittel und erhielt im Jahr 2006 – bei Karteneinnahmen von 13,3 Millionen norwegischen Kronen – einen staatlichen Zuschuss in Höhe von 78,2 Millionen Kronen. Das Haus beschäftigt 150 Mitarbeiter, darunter 40 Schauspieler. Unter den Spielstätten ist die Store Scenen (Große Bühne) mit 450 Zuschauerplätzen die größte. Das Theater produziert jährlich über 550 Vorstellungen in den Sparten Sprechtheater, Musical und Kindertheater.